# MTV Video Music Award – teledysk R&B
Poniższa lista przedstawia kolejnych zwycięzców nagrody MTV Video Music Awards w kategorii Best R&B. Do 2006 kategoria nosiła nazwę Best R&B Video.
| Rok  | Wykonawca                                          | Piosenka             |
| ---- | -------------------------------------------------- | -------------------- |
| 1993 | En Vogue                                           | Free Your Mind       |
| 1994 | Salt-n-Pepa (feat. En Vogue)                       | Whatta Man           |
| 1995 | TLC                                                | Waterfalls           |
| 1996 | The Fugees                                         | Killing Me Softly    |
| 1997 | Puff Daddy & The Family (wraz z Faith Evans & 112) | I'll Be Missing You  |
| 1998 | Brandy & Monica                                    | The Boy Is Mine      |
| 1999 | Lauryn Hill                                        | Doo Wop (That Thing) |
| 2000 | Destiny’s Child                                    | Say My Name          |
| 2001 | Destiny’s Child                                    | Survivor             |
| 2002 | Mary J. Blige                                      | No More Drama        |
| 2003 | Beyoncé Knowles (wraz z Jay-Z)                     | Crazy in Love        |
| 2004 | Alicia Keys                                        | If I Ain't Got You   |
| 2005 | Alicia Keys                                        | Karma                |
| 2006 | Beyoncé (feat. Slim Thug i Bun B)                  | Check on It          |
| 2019 | Normani (feat. 6LACK)                              | Waves                |